# 湯馬斯號驅逐艦 (DD-182)
湯馬斯號驅逐艦（舷號DD-182），轉交英國皇家海軍後更名聖奧爾本斯號，轉交蘇聯海軍後更名可敬號，是一艘美國海軍建造的驅逐艦，為維克斯級驅逐艦的108號艦。她是美軍第一艘以湯馬斯為名的軍艦，以紀念第一次世界大戰時期第一位陣亡的海軍軍官克拉倫斯·湯馬斯（Clarence Crase Thomas）。
湯馬斯號在1918年於紐波特紐斯造船廠開始建造，在同年下水，於1919年服役，其時第一次世界大戰已經結束。稍後湯馬斯號被派往大西洋執勤，在1922年退役封存。第二次世界大戰爆發後，湯馬斯號於1940年重新服役，按租借法案轉交英國，更名聖奧爾本斯。此後聖奧爾本斯號負責商船護航，並在1941年至1944年間借調到皇家挪威海軍，參與多次重要護航任務。1944年聖奧爾本斯號經英國轉交蘇聯，更名可敬。1949年蘇聯將可敬號歸還英國，並出售拆解。